# 藤原保昌

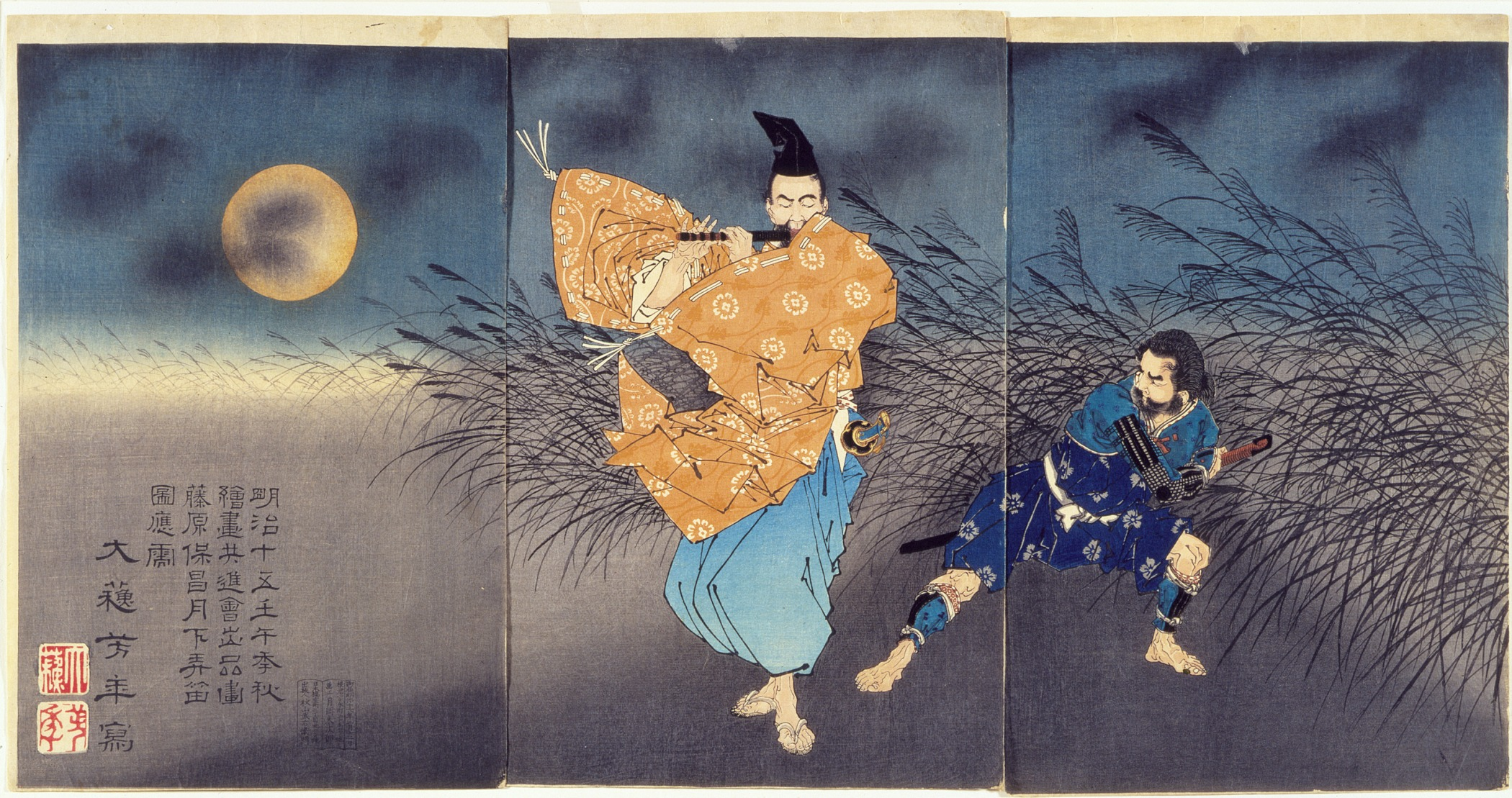
月岡芳年作「藤原保昌月下弄笛図」（1883年）
今昔物語集や宇治拾遺物語に書かれた説話が題材で、盗賊の袴垂（はかまだれ）が笛を吹いている藤原保昌に襲い掛かろうとするが、保昌の人を寄せ付けない気配により動けない様子を描いている。この作品は芳年の代表作のひとつと見なされている。同じく芳年作の浮世絵シリーズ『月百姿』の中の『原野月』でも同じ場面が描かれている。

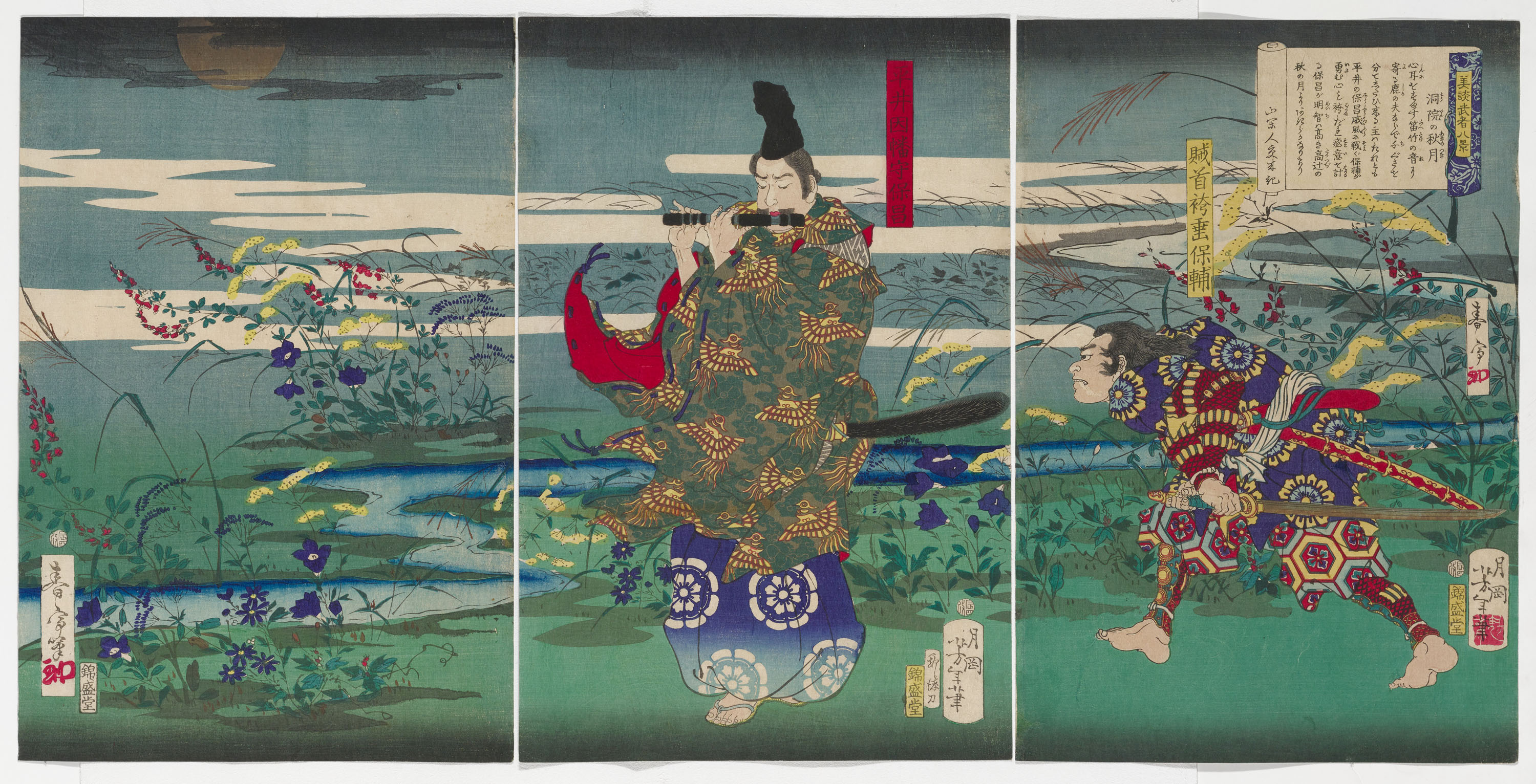
芳年は『美談武者八景』でも「洞院の秋月」の題で保昌を描いた

藤原 保昌（ふじわら の やすまさ）は、平安時代中期の貴族。藤原南家巨勢麻呂流、右京大夫・藤原致忠の子。官位は正四位下・摂津守。摂津守となり同国平井に住したことから平井 保昌とも呼ばれる。

## 経歴
円融院判官代を務めた後、一条朝において日向守・肥後守・大宰少弐と九州地方の地方官を務め、この間の寛弘7年（1010年）正五位下に叙せられる。
三条朝初頭の寛弘8年（1011年）従四位下に昇叙され、長和2年（1013年）大和守兼左馬権頭に任ぜられる。
後一条朝の寛仁4年（1020年）頃に丹後守に任ぜられ、妻の和泉式部と任国に下る。のち、大和守（再任）・摂津守を歴任し、位階は正四位下に至る。また、藤原道長・頼通父子の家司も務めた。
後朱雀朝初頭の長元9年（1036年）9月に卒去。享年79。最終官位は摂津守正四位下。

## 伝説
長野県大町市の霊松寺には、正暦3年(992年)に保昌が「信濃鎮撫使」として仁科に着任し、後に保昌の菩提を弔うため、孫の保近が、長元9年（1036年）に居館を保昌院と改めたという伝説がある。

## 人物
武勇に秀で、源頼信・平維衡・平致頼らとともに道長四天王と称された。のちに、道長の薦めもあり女流歌人和泉式部と結婚した。保昌自身も歌人であり、『後拾遺和歌集』に和歌作品1首が採録されている。
中世文学のなかで坂上田村麻呂・藤原利仁・源頼光とともに中世の伝説的な武人4人組の1人と紹介された。

## 説話
『今昔物語集』には、以下の話が記されている。

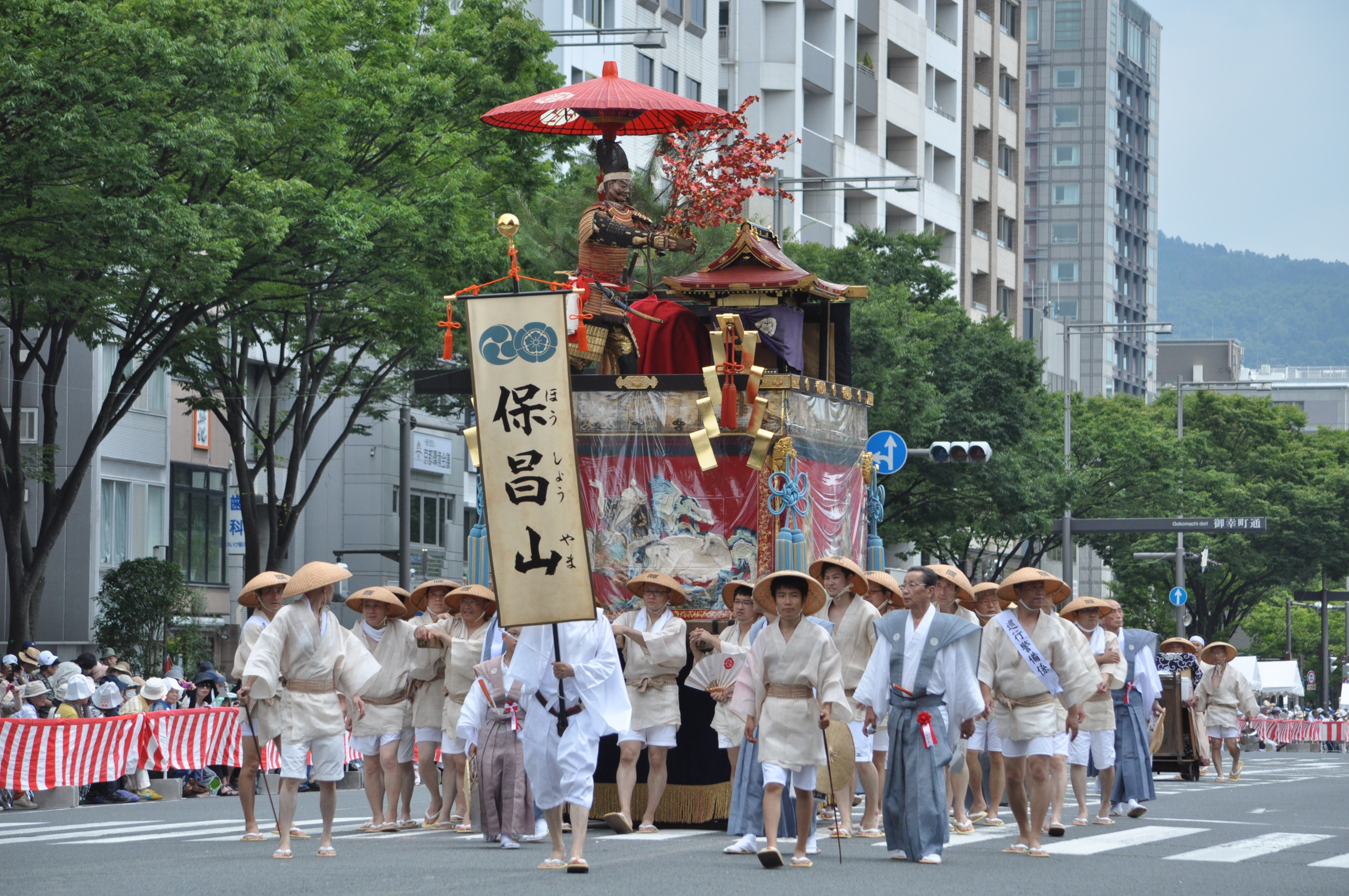
祇園祭の保昌山

10月朧月の夜に一人で笛を吹いて道を行く者があった。それを見つけた袴垂という盗賊の首領が衣装を奪おうとその者の後をつけたが、どうにも恐ろしく思い手を出すことができなかった。その者こそが保昌で、保昌は逆に袴垂を自らの家に連れ込んで衣を与えたところ、袴垂は慌てて逃げ帰ったという。
同様の説話は『宇治拾遺物語』にもある。また、後世袴垂は保昌の弟藤原保輔と同一視され、「袴垂保輔」と称されたが、今昔物語の説話が兄弟同士の間での話とは考えにくい為、実際は袴垂と藤原保輔は別人と考えられている。
『十訓抄』にも保昌の説話が載っている。保昌が丹後国に下向のおりに、与謝山で騎乗したままの白髪の老武者に出会い、郎党達は礼を失したこの人物を「奇怪なり」と咎めようとしたが、一騎当千の馬の立てざまから保昌は「ただものにあらず」と見抜き通過した。やがて多くの従者を率いた平致経に行き会い、老武者が致経の父・平致頼であると知ったという。この逸話は、「優れた武者を見通した保昌もまた優れた武者である」ことを表すものである。
和泉式部に紫宸殿の梅を手折って欲しいと請われ、警護の北面武士に弓を射掛けられるもなんとか一枝を得て愛を射止めたという逸話があり、京都の祇園祭の保昌山のモチーフにもなっている。

## 官歴
- 永延2年（988年） 10月29日：見円融院判官代[7]
- 正暦3年（992年） 正月20日：日向守[7]
- 寛弘2年（1005年） 8月13日：肥後守[8]
- 寛弘7年（1010年） 5月7日：見前大宰少弐[9]。11月20日：叙位[8]（正五位下か）
- 寛弘8年（1011年） 8月11日：従四位下[8]
- 長和2年（1013年） 正月頃：大和守[7]。4月15日：兼左馬権頭[10]
- 寛仁4年（1020年）頃：丹後守
- 治安3年（1023年） 正月23日：見丹後守[7]
- 万寿2年（1025年） 正月29日：大和守、元左馬頭[11]
- 長元7年（1034年） 11月8日：見摂津守[12]
- 長元9年（1036年） 9月：卒去[13]（摂津守正四位下）

## 系譜
- 父：藤原致忠
- 母：元明親王の娘
- 妻：和泉式部
- 生母不詳の子女
  - 男子：快範
  - 女子：